# Ordem Hermética da Aurora Dourada

A Ordem Hermética da Aurora Dourada ou Ordem Hermética do Áureo Alvorecer (do inglês Hermetic Order of the Golden Dawn) foi uma sociedade secreta que surgiu na Inglaterra em 1887, que reunia várias vertentes do esoterismo, e cujas ramificações encontram-se ativas até os dias de hoje. Nas palavras de Gerald Yorke, a Aurora Dourada foi "o ápice da glória do renascer ocultista do século XIX, que sintetizou um vasto corpo de material desconexo e disperso em um todo coerente, prático e eficiente, coisa que não pode ser dita de qualquer outra ordem ocultista de que tenhamos conhecimento naquele tempo ou a partir de então".

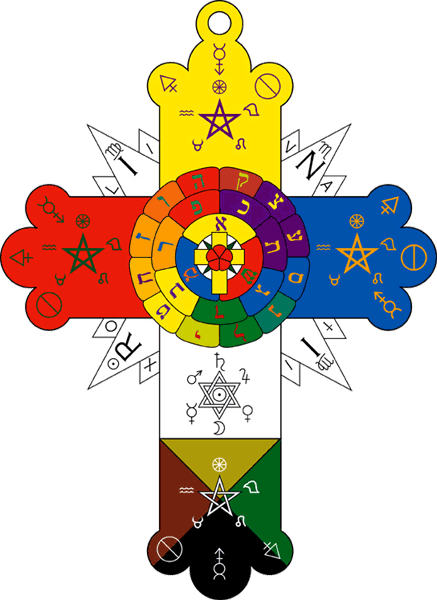
A Rosa-Cruz Hermética: um dos símbolos mais associados à Ordem da Aurora Dourada. As cores simbólicas estão todas dentro das instruções utilizadas nos cerimoniais aurorianos.

## Origens
Antes da fundação da Aurora Dourada, o ocultismo ocidental era composto de diversas tradições separadas, por vezes divergentes. A alquimia, a astrologia, a magia cerimonial eram secundados por diversos métodos divinatórios e influenciados por diversas crenças, como o pitagorismo, o neo-platonismo, o catarismo, o maniqueísmo, o gnosticismo, o judaísmo e o hermetismo, que transitavam por diversas culturas  desde a greco-romana até a árabe.
À época da Aurora Dourada (século XIX), pode-se dizer que a tradição mágica ocidental havia se perdido, abrindo espaço para movimentos ocultistas de inspiração oriental (como a teosofia). Nesse sentido, é possível interpretar o advento da nova Ordem como uma reação a essa tendência orientalizante.
No resgate da tradição mágica ocidental, a Golden Dawn aprofundou ao máximo as ligações com a cabala e com a antiga magia cerimonial, às quais ela agregou o esquema de correspondência universal proposto por Éliphas Lévi, devidamente ampliado, desenvolvido e codificado para que cada fator no Universo passasse a ter correspondência no Ser Individual. Assim, todos os sistemas ocultistas antes existentes foram integrados num único corpo de pensamento, interrelacionado, interdisciplinar e interdependente.
Nesse novo corpo de livre-pensamento, a magia tornou-se uma disciplina prática e dinâmica, aonde, do incentivo aos experimentos pessoais (como, por exemplo, à viagem astral), se mesclaram três sistemas operativos principais: a magia cerimonial, adaptada a um novo códice de signos, a magia enoquiana e a magia sagrada de Abramélin, o Mago (ambas também chamadas de magia angélica).
O seu sucesso deveu-se à ênfase no erudito, à qualidade de seu núcleo fundador, à sua organização esmerada, ao seu incentivo à pesquisa, e à admissão de filiados sem restrições de sexo, religião ou raça; mas sua importância fundamental para o renascimento do Ocultismo resultou, principalmente, de sua original capacidade de recriar e reinterpretar os vários e antigos sistemas de sabedoria oculta, cultivados no mundo ocidental.

### Cenário

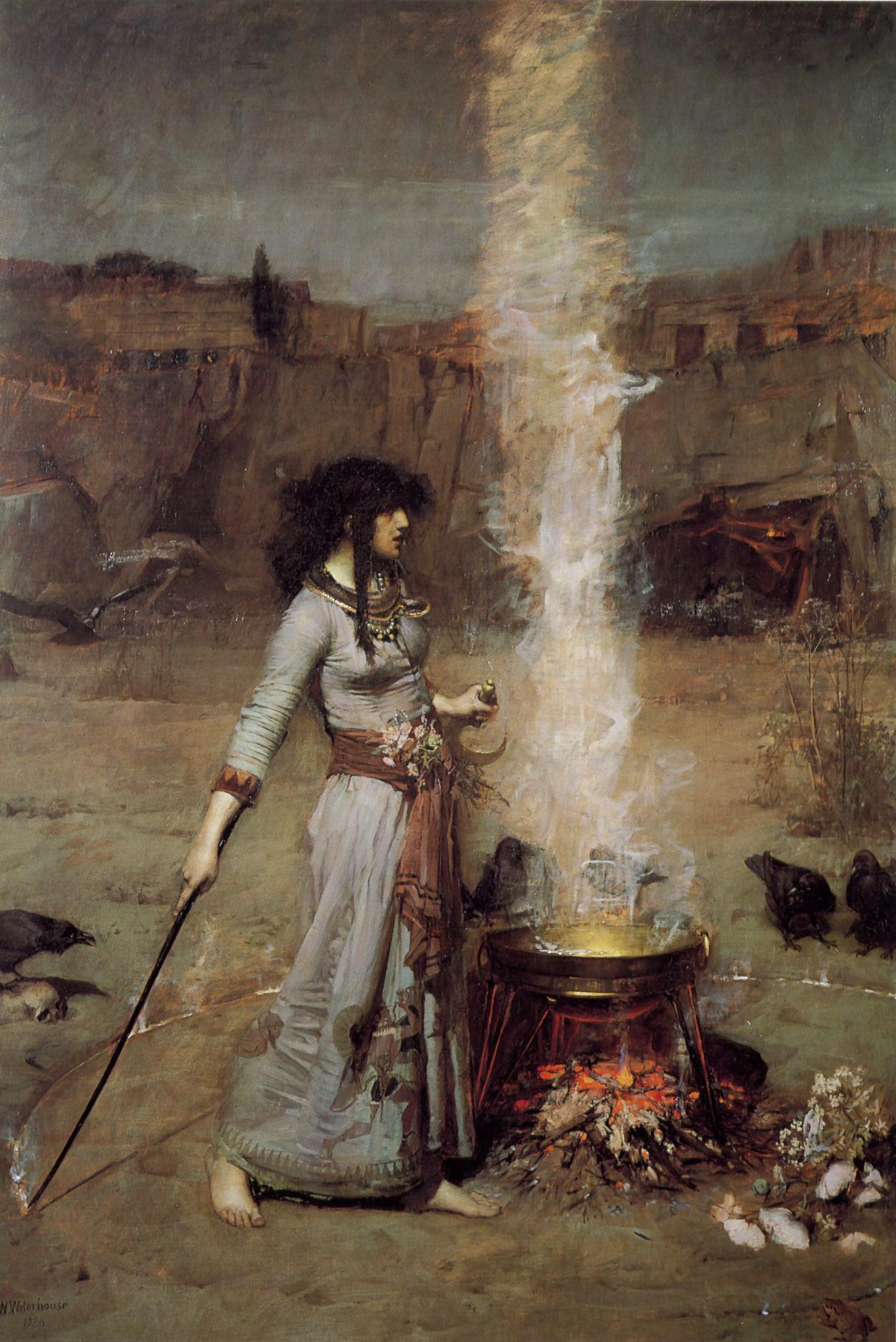
Circulus Magicus, de John William Waterhouse. Óleo sobre tela, 1886.

Desde o século XVII, na Inglaterra, tanto a magia quanto a astrologia, que eram pedras angulares do Ocultismo e haviam desempenhado, nos séculos anteriores, um importante papel no campo da compreensão do Universo, deixaram de ser intelectualmente aceitáveis, por força de processos históricos que culminaram no advento da Reforma e no posterior triunfo da filosofia mecânica. ciência e magia se dissociaram, enquanto a astrologia tornou-se um conhecimento estagnado e tratado como superstição.
Mas no século XIX, esse cenário se alterou. A Inglaterra encontrava-se no auge de sua expansão imperialista, projetando-se e interagindo com os mais distantes recantos do planeta, o que tornava Londres uma metrópole culturalmente cosmopolita, receptiva a novas ideias e doutrinas. Será nesse cenário de efervescência cultural que o Ocultismo se reerguerá, até como um contraponto ao cientificismo (que o positivismo consagraria como filosofia), com sua certeza no progresso da Humanidade guiada pelo racionalismo materialista da Ciência.
O ponto de partida para o ressurgimento do ocultismo na Inglaterra foi a publicação do compêndio The Magus (1801), de Francis Barrett, que é basicamente uma coletânea de escritos ocultistas medievais e renascentistas. A esse livro seguiram-se os escritos do francês, Eliphas Lévi, e de Kenneth Mackenzie, cuja grande aceitação em círculos intelectuais pode ser entendido como uma reação (notadamente no final do século) ao positivismo e ao cientificismo, que haviam transformado o agnosticismo em palavra de ordem, exigível a quem pretendesse ser tido como pessoa culta e sintonizada com os valores "superiores" de seu tempo.
É nesse cenário que a Europa verá despontar o espiritismo, codificado pelo francês Allan Kardec; e que a russa Helena Blavatsky difundirá sua teosofia, impregnada de budismo tibetano e outros matizes da religiosidade oriental. É ainda nesse cenário que a maçonaria multiplicará a quantidade de Lojas, atraindo artistas e intelectuais, e que a lenda rosacrucianista renascerá das cinzas, atestando que, mesmo quando confiante de resolver os problemas da vida nesta Terra, através da ciência, o ser humano busca respostas para questões transcendentes, que se situam na esfera de sua vida espiritual, além do alcance científico.

### O rosacrucianismo maçônico
- Dr. William Wynn Westcott, médico legista e Juiz de Instrução do distrito noroeste de Londres, que ingressou na SRIA em 1880 e viria a se tornar "Magus Supremus" (a função mais elevada), em 1891. Seus biógrafos relatam que ele passou dois anos em um retiro, em Hendon, estudando cabala, hermetismo e rosacrucianismo.[5]
- Samuel Liddell MacGregor Mathers, um ocultista apaixonado pela cultura celta, autor de Kabbala Unveiled - que na verdade é uma tradução do livro de Christian Knorr von Rosenroth.[6]

O terceiro nome ligado à fundação da Aurora Dourada é o do médico e maçom, Dr. William Robert Woodman.

### O manuscrito cifrado
A Ordem Hermética da Aurora Dourada nasceu então em 1887, reivindicando ser a verdadeira herdeira dos princípios de Christian Rosenkreuz (pai do rosacrucianismo), e supostamente amparada na autoridade que lhe teria sido concedida por uma antiga sociedade rosa-cruz alemã, a Die Goldene Dammerung, através de uma misteriosa adepta, chamada "fräulein Anna Sprengel", cujo nome secreto (iniciático) seria Sapiens dominabitur astris (latim para "O sábio governa os astros").
Segundo a história contada por Westcott (e sustentada por Mathers), o Reverendo A. F. A. Woodford, um velho pároco muito conhecido nos círculos maçônicos, ter-lhe-ia entregue, em agosto de 1887, sessenta páginas de um manuscrito cifrado, cuja tinta marrom desbotada lhes conferia uma aparência de antiguidade, escritas num código secreto inventado no Século XVI. Algumas folhas do manuscrito traziam uma marca d’água datada de 1809.
Westcott, que conhecia bem a literatura hermética, teria descoberto a chave para o alfabeto artificial e, ao traduzi-lo, descobriu tratar-se de esboços fragmentários de uma série de cinco rituais e a estrutura hierárquica básica de uma organização iniciática. Em meio ao manuscrito, havia também uma carta de fräulein Anna Sprengel, conferindo-lhe um posto elevado na Die Goldene Dammerung e autorizando-o a instalar uma sucursal da Ordem alemã, na Inglaterra.
Pouco tempo depois, Westcott passaria a receber várias cartas de um secretário de Anna Sprengel, que se assinava Frater In Utroque Fidelis, fornecendo orientações adicionais para a abertura da primeira Loja (ou Templo) da Aurora Dourada inglesa, o Templo de Ísis-Urânia, cuja Carta de Autorização, assinada pela própria Anna, chegou por volta de março de 1888
Finalmente, uma carta, datada de 23 de agosto de 1890 e assinada por Frater ex Uno disce omnes, anunciava a morte de fräulein Sprengel, e informava que Westcott não mais receberia qualquer outra comunicação da Alemanha.
A verdade é que toda essa história não passava de um embuste, conforme ficaria convenientemente demonstrado na obra de Ellic Howe. Descobriu-se, por exemplo, que a carta de autorização do primeiro templo fora forjada pela Srta. Mina Bergson (irmã do filósofo Henri Bergson), que viria a se casar com Mathers, em junho de 1890.
A descoberta da fraude foi um dos fatores que contribuíram para a ruína da Aurora Dourada.
As informações que se seguem contam de fato como o manuscrito cifrado foi obtido e como a Ordem Hermética da Aurora Dourada foi criada.
A Ordem Hermética da Aurora Dourada vêm das tradições hermética e rosacruz. A linhagem rosacruz da Aurora Dourada vem através de um homem chamado Conde Apponyi, um nobre húngaro.
Kenneth Mackenzie conta que foi iniciado por ele em sua juventude. Ele levou uma afiliação rosacrusciana legítima com ele para a Inglaterra.
Depois de sua iniciação, Mackenzie iniciou um grupo chamado, Sociedade dos Oito, que foi a primeira fase da Aurora Dourada.
O primeiro templo, o templo número 1, foi o templo fundado por Mackenzie.
O templo número 2, foi fundado por um homem chamado F.G. Irwin em Bristol.
Todos que ouviram a história da Ordem Hermética da Aurora Dourada, sabem que o templo número 3 de Ísis-Urânia, foi fundado por Woodman, Wescott e S.L. MacGregor Mathers, três maçons de alto grau.
Por que esse templo que as pessoas consideram ser o primeiro da Aurora Dourada era o templo número 3?
Esta é a razão pela qual a linhagem da Ordem Hermética da Aurora Dourada está relacionada a Kenneth Mackenzie, que governou o templo número 1, e a F.G. Irwin, que governou o templo número 2.
Woodman, Wescott e Mathers eram todos maçons de alto grau e membros de uma sociedade rosacruz maçônica chamada SRIA, Societas Rosicruciana in Anglia (Sociedade Rosacruz da Inglaterra).
Existe muita desinformação atualmente e uma delas é que a Ordem Hermética da Aurora Dourada se originou da SRIA.
Acontece que os três fundadores da Aurora Dourada também eram membros da SRIA.
E de fato Kenneth Mackenzie era muito cético a respeito dos membros da SRIA. Ele não gostava do Wescott e sempre o manteve de fora da Sociedade dos Oito.
Esta é a verdadeira história dos manuscritos cifrados. Existem muitas outras histórias fantásticas mas o que aconteceu foi que Mackenzie faleceu. 
E agora que Mackenzie estava fora do caminho, Wescott foi até a viúva de Mackenzie para ver se poderia comprar alguns documentos da Sociedade dos Oito. 
E assim foi como Wescott se apoderou dos manuscritos cifrados, que foram os documentos fundacionais da Ordem Hermética da Aurora Dourada. Foi assim que o Templo Ísis-Urânia foi fundado em Londres no ano de 1888.
Esta é a verdadeira história da Ordem Hermética da Aurora Dourada.

## Sistema de graus
Para se ter ideia do caminho místico que um filiado auroriano devia percorrer, é importante saber que toda sociedade oculta possui um conjunto de metas (ou ideais) representado por uma simbologia, e que o processo de domínio dessa simbologia é demarcado por uma série de graus, tendo cada um seu próprio Ritual.
O aspirante a filiado era admitido na condição de neófito, na qual permanecia por algum tempo, recebendo ensinamentos básicos e sendo avaliado pelas autoridades da Ordem. Uma vez aceito, ele ingressava no Primeiro Grau, iniciando sua jornada de aprendizagem.
Os quatro primeiros graus constituíam o Círculo Externo da Ordem ou Primeira Ordem:
- Zelator 1.° = 10
- Theoricus 2.°= 9
- Practicus 3.° = 8
- Philosophus 4.° = 7

Ao completar o grau de Philosophus, o filiado habilitava-se a ingressar no Círculo Interno ou Segunda Ordem que, a partir de 1892, tornou-se a Ordo Rosae Rubeae et Aureaue Crucis (R. R. et A. C., latim para Ordem da Rúbea Rosa e Áurea Cruz). Após passar pelo grau intermediário de Senhor dos Veredas, no Portal da Cripta dos Adeptos (onde esperaria durante nove meses), o aspirante estava preparado para sua caminhada pelos graus do Círculo Interno:
- Adeptus Minor 5°=6
- Adeptus Major 6°=5
- Adeptus Exemptus 7°=4

Embora, teoricamente, o caminhante pudesse atingir o 7°, o grau de Adeptus Minor era o máximo que qualquer filiado conseguiria chegar. O 6° era, na prática, reservado aos fundadores da Ordem, enquanto no 7° estariam três Chefes Secretos, conhecidos apenas pelos seus lemas em latim.
Havia ainda um Terceiro Círculo, ocupado por Chefes Secretíssimos, que, supunha-se, moravam apenas no plano astral. Nesse Círculo cabiam três graus: 
- Magister Templi 8°=3
- Magus 9°=2
- Ipsissimus 10°=1

O conjunto de graus da Ordem, numerados do 10° ao 1° em ordem decrescente, referia-se aos dez sephiroth (emanações do Divino) na Árvore da Vida cabalística, com a adição do grau Neófito 0°=0

## Rituais

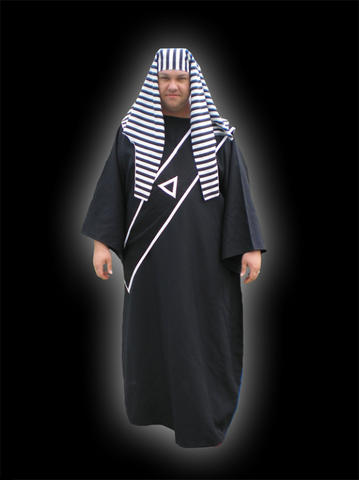
Vestes ritualísticas da Aurora Dourada, grau de neófito (Anxfisa)

Os rituais usados na Aurora Dourada foram elaborados, principalmente, por Mathers, que recorreu a várias fontes e conseguiu fundi-las de um modo tão harmonioso e eficaz que o sistema por ele criado sobreviveu à própria Ordem, tornando-se a matriz onde outras sociedades iniciáticas viriam a se inspirar. Os seus ingredientes misturavam cabala, tarô, alquimia, astrologia e outras tradições.
Além dos rituais que eram executados no Templo, Mathers compôs sete rituais curtos, que o iniciado podia realizar na privacidade de seu lar, para fins mágicos pessoais. Eles eram bem construídos graças ao profundo conhecimento que Mathers tinha do ocultismo, sendo impregnados de poesia e filosofia, produzindo efeitos profundos sobre o espírito humano.
O mais impressionante ritual concebido por Mathers foi o de acesso ao Círculo Interno (5°, Adeptus Minor), baseado na célebre lenda de Christian Rosenkreuz, conforme descrita no manifesto rosa-cruz Fama Fraternitatis.
No interior do Templo, onde se realizava a Iniciação, as paredes eram decoradas com símbolos alquímicos, cabalísticos e astrológicos. No forro branco, via-se uma rosa com vinte e duas pétalas. No piso, havia uma cruz dourada unida a uma rosa vermelha de quarenta e duas pétalas. No altar, uma cruz preta com uma rosa de vinte e cinco pétalas. No centro do Templo, destacava-se uma cripta representando o túmulo de Christian Rosenkreuz. A cerimônia era executada por três autoridades: um Adepto-Chefe e dois auxiliares.
No início da cerimônia, o aspirante ouvia um breve discurso sobre as virtudes da humildade. Em seguida, ele era amarrado a uma grande cruz de madeira e, nessa situação, devia fazer o juramento de levar uma vida pura e altruística, guardar segredo sobre a Ordem, sustentar a autoridade de seus mestres e dedicar-se ao Grande Trabalho 
Já solto da cruz, era-lhe feito um relato sobre a vida e a obra de Christian Rosenkreuz. Em seguida, ouvia de um dos adeptos auxiliares: "Você agora deixará o Portal por pouco tempo e, após seu regresso, será realizada a cerimônia de Abertura da Tumba". Então, eram-lhe entregues um bastão e uma cruz ansata, que lhe permitiriam reingressar no Templo.
Ao retornar, o aspirante percebia que o Adepto-Chefe desaparecera. Então, colocado diante da cripta, ele ouvia explicações sobre o significado dos símbolos gravados na tampa da cripta. E após ter feito vários outros votos, a tampa da cripta era aberta, revelando, em seu interior, o Adepto-Chefe que, deitado e de olhos fechados, falava sobre morte e ressurreição místicas, concluindo com uma exortação: "No alambique de teu coração, através da fornalha de aflição, procura a verdadeira pedra do Mago".
A cerimônia se encerrava com o Aspirante recebendo explicações adicionais sobre o simbolismo usado no ritual.

## Templos
Além do Templo de Isis-Urânia, que foi o primeiro, fundado em 1893, em Londres, a Ordem Hermética da Aurora Dourada instalou os templos (Lojas) de:
- Templo de Ahathoor, França
- Templo de Amém-Rá
- Templo de Osíris
- Templo de Thme, Estados Unidos
- Templo de Themis, Estados Unidos
- Templo de Thoth-Hermes, Estados Unidos
- Templo de Hórus

## Sistema de ensino
- O recrutamento de novos filiados era feito na maioria das vezes por cooptação, através de um padrinho, que iria cuidar de sua evolução dentro da organização e de diligência nos estudos (uma prática herdada da maçonaria).
- A grade de estudos era bastante exigente em relação ao estudante, que, para passar de um Grau a outro necessitava provar seu domínio do Grau ao qual estava preste a abandonar.
- Os filiados da Aurora Dourada eram todos respeitáveis pessoas da classe média. Alguns até podiam alegar origens aristocráticas. Um surpreendente número de médicos — não menos que oito — tornaram-se aurorianos antes de 1890.
- O sistema mágico auroriano era eminentemente simbólico e sintético, o que levou à necessidade de alicerçar este discurso numa linguagem que fosse equidistante dos sistemas ocultistas preexistentes. A simbólica do tarô ajudou muito nisso.[notas 6]

## Apogeu
.

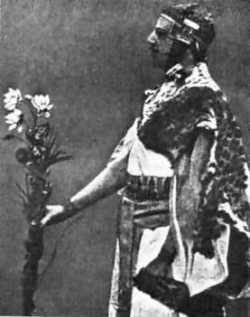
Samuel Liddel "MacGregor" Mathers, em vestes egípcias, durante um ritual auroriano.

Em fins de 1891 mais de oitenta pessoas haviam ingressado no templo Ísis-Urânia de Londres, entre elas quarenta e duas mulheres. A Aurora Dourada, que era, essencialmente, uma criação de Westcott, desabrochava mornamente, seguindo uma existência quase monótona. Tendo Mathers, Westcott e Woodman (que morreria em dezembro daquele ano) como professores, eles seguiam um currículo elementar que incluía o estudo de assuntos como a Árvore da Vida cabalística, com seus Sephiroth e vinte e dois caminhos, simbólicas alquímicas, astrologia, geomancia, e o simbolismo dos vinte e dois trunfos do tarô. Mas isso tudo não passava de um jardim de infância para candidatos ao ocultismo.
A situação se modificou radicalmente no início de 1892, quando Mathers efetuou uma reorganização de longo alcance e conseguiu, em grande parte, suplantar Westcott, na condução da Ordem. Nessa época, ele apresentou um impressionante ritual 5°, para o primeiro dos graus da Segunda Ordem, e concedera à Segunda Ordem um status inteiramente novo. Agora, ela passava a ser a Ordo Rosæ Rubeæ et Aureæ Crucis (abreviada para R.R. et A.C.), tendo Mathers como seu único Chefe, e dirigida de Paris, onde ele se instalou, definitivamente, na primavera de 1892, enquanto Westcott se contentava em agir como Chefe Adepto, em Londres.
Daí em diante, a admissão à nova Segunda Ordem seria feita por meio de provas e de convites. A R.R. et A.C. era altamente secreta, não se permitindo aos filiados da Ordem Exterior saber da sua existência, quem a ela pertencia, nem os endereços de suas sedes. E enquanto o currículo da Ordem Exterior era simplesmente teórico, os filiados da Segunda Ordem recebiam instrução sobre a teoria e prática do cerimonial ou ritual mágico.
Além de elaborar o ritual, Mathers produziu um fantástico currículo para uma série de oito provas destinadas ao 5°. Quem passasse nesse teste podia afirmar que recebera uma instrução básica completa em quase todos os aspectos da tradição ocultista ocidental. A esse respeito, a Segunda Ordem representava o equivalente de uma universidade hermética. Era a única de seu tempo.
Entre a primavera de 1892 e o final de 1896, a Ordem Hermética da Aurora Dourada estava nos dias de glória.

## Decadência
Não deixa de ser paradoxal que o principal responsável pelo brilho da Aurora Dourada, tenha sido, também, o principal agente de sua ruína. Mathers era um homem extremamente talentoso, mas era também muito autoritário. Esse aspecto de sua personalidade viria a motivar conflitos com outros filiados. No tempo em que Westcott ainda era o principal dirigente da Ordem, o clima interno foi mais ameno. Mas quando Mathers assumiu, de fato, o comando, os choque de personalidade não tardaram a se evidenciar. Instalado em Paris, ele exigia absoluta submissão das lojas inglesas à sua autoridade, conduta que logo gerou reações.
O primeiro conflito sério foi com a empresária de teatro, Annie Horniman, filha de um rico importador de chá, amiga íntima da esposa de Mathers, Moina Bergson, e benfeitora financeira do casal. A relação entre os dois deteriorou-se progressivamente. Quando Annie suspendeu a ajuda financeira, Mathers a expulsou da Ordem.
O golpe seguinte na estabilidade da Aurora Dourada ocorreu em março de 1897, quando as autoridades legais souberam da ligação de Westcott com uma Ordem ocultista. Com seu cargo de Juiz de Instrução ameaçado, Westcott, que era um administrador capaz e entusiástico, afastou-se da Ordem que fundara.
A essa altura, o lugar deixado por Annie Horniman fora ocupado pela atriz Florence Farr, que também viria a se rebelar contra a atitude ditatorial de Mathers. Este, por seu turno, suspeitando que ela conspirava para trazer Westcott de volta ao comando da Ordem, revelou a fraude das cartas de Fräulein Sprengel, dando a entender que fora obrigado, por Westcott, a guardar segredo. A revelação caiu como uma bomba no seio da Aurora Dourada, abalando a sua credibilidade e provocando o afastamento de vários filiados.

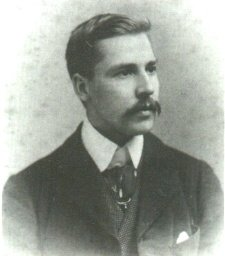
Arthur Edward Waite, filiado auroriano e proeminente historiador maçônico.

Para completar o quadro de ruína, Aleister Crowley - um homem de grande saber ocultista, mas de reputação duvidosa - ingressara na Ordem e, com menos de um ano de filiação, pleiteara sua admissão ao Círculo Interno. Tendo seu pleito rejeitado, Crowley aproximou-se de Mathers e, conquistando sua confiança, conseguiu que ele o iniciasse à Segunda Ordem, em Paris. Essa iniciação não foi reconhecida em Londres, e pela primeira vez Mathers se viu diante de uma revolta total. A disputa atingiu o auge no inicio de abril de 1900 quando Crowley, depois de uma longa conferência com Mathers, retornou a Londres com plenos poderes para agir como seu Enviado Extraordinário. Vestido com um traje completo de montanhês escocês e uma máscara preta, ele tentou tomar posse do templo onde se encontrava a cripta (local em que processava o ritual de iniciação à Ordo Rosæ Rubeæ et Aureæ Crucis).
O plano Mathers-Crowley foi frustrado, em grande parte pela vigilância de W. B. Yeats e de um punhado de filiados, que assumiram o controle da situação. A comédia terminou com os filiados londrinos expulsando Mathers e Crowley, e também alguns outros de lealdade duvidosa. Yeats logo assumiu o comando e fez o melhor que pôde para manter a paz durante um ano, mas acabou desistindo e renunciando a qualquer ligação muito ativa com a Golden Dawn, em fevereiro de 1901.
A Ordem original começou a fragmentar-se, com alguns filiados se desligando e fundando suas próprias sociedades ocultistas. No início de 1903, um grupo liderado por A. E. Waite assumiu o comando e imprimiu à Aurora Dourada uma nova direção, tornando-a menos mágica e mais mística. Essa mudança foi o golpe de misericórdia na Ordem criada por Westcott e Mathers.
Atualmente, algumas organizações ocultistas alegam ser a continuidade da Golden Dawn. Mas nenhuma delas conseguiu restaurar o brilho desse que foi o mais impressionante fruto da árvore rosacrucianista na Europa.

## Grandes Mestres
- de 1888 a 1891 - William W. Westcott, Samuel L. McGregor Mathers, William R. Woodman
- de 1891 a 1900 - William W. Westcott, Samuel L. McGregor Mathers
- de 1900 a 1901 - William W. Westcott
- de 1901 a 1903 - William B. Yeats
- de 1903 a 1905 - Arthur E. Waite
- de 1905 a 1907 - Carl Anthony W. Laurance